# 紀元前500年

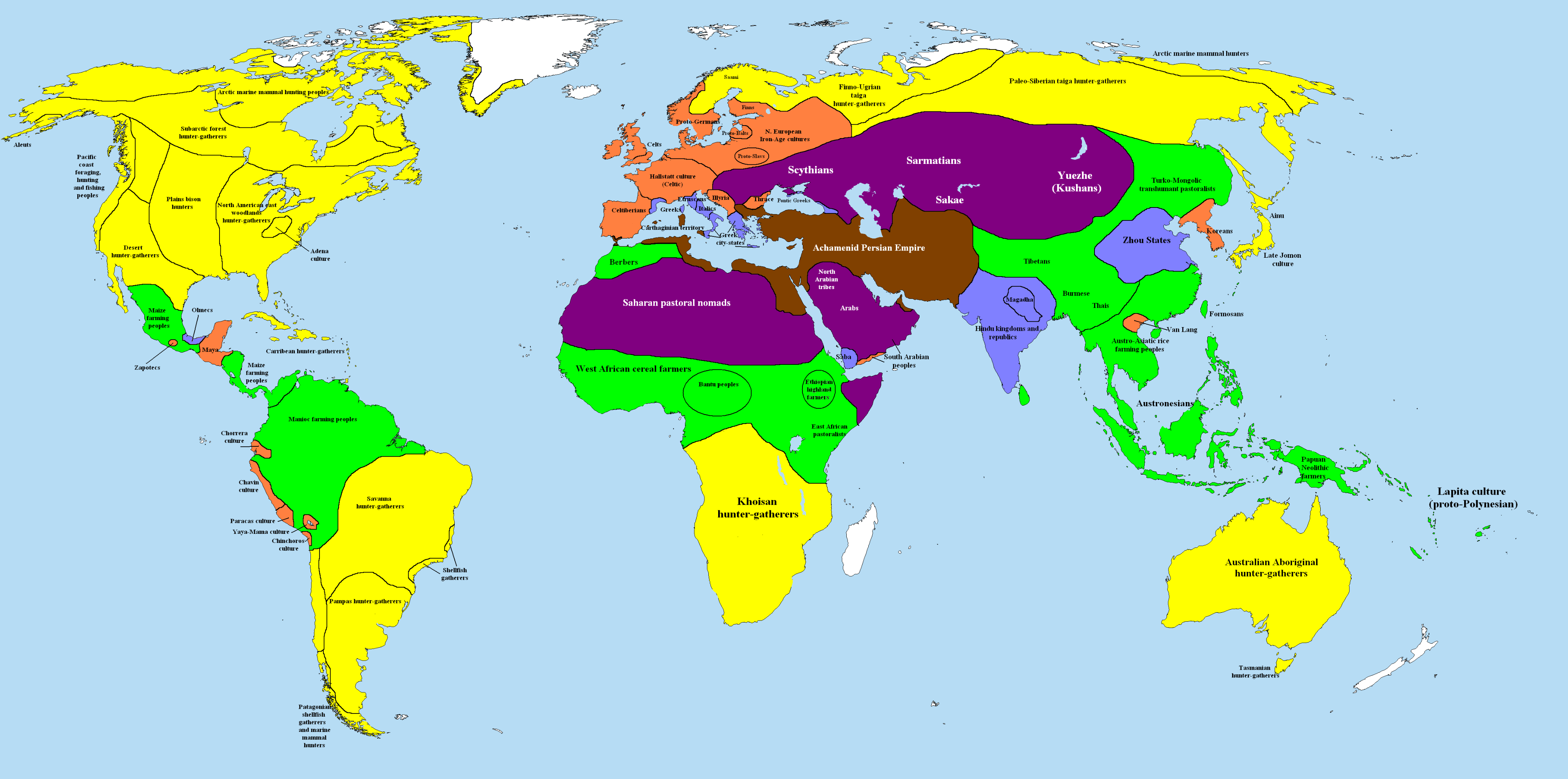
紀元前500年頃の世界。

紀元前500年（きげんぜんごひゃくねん）は、西暦（ローマ暦）による年。
当時は、「カメリヌスとロングスが共和政ローマ執政官に就任した年」として知られていた。紀元前1世紀の共和政ローマ末期以降においてはローマ建国紀元254年とされた。紀年法として西暦（キリスト紀元）がヨーロッパで広く普及した中世時代初期以降、この年は紀元前500年と表記されるのが一般的となった。

## 他の紀年法
- 干支 : 辛丑
- 日本
  - 皇紀161年
  - 懿徳天皇11年
- 中国
  - 周 - 敬王20年
  - 魯 - 定公10年
  - 斉 - 景公48年
  - 晋 - 定公12年
  - 秦 - 恵公元年
  - 楚 - 昭王16年
  - 宋 - 景公17年
  - 衛 - 霊公35年
  - 陳 - 湣公2年
  - 蔡 - 昭侯19年
  - 曹 - 伯陽2年
  - 鄭 - 声公元年
  - 燕 - 簡公5年
  - 呉 - 闔閭15年
- 朝鮮
  - 檀紀1834年
- ベトナム :
- 仏滅紀元 : 45年
- ユダヤ暦 : 3261年 - 3262年

## できごと

### ヨーロッパ
- ウールカ (Vulca) がウェイイのアポロ (Apollo of Veii) をポルトナッキオ (Portonaccio) 神殿に制作した。この像は現在、ローマのヴィラ・ジュリア国立博物館にある。
- オスカル・モンテリウスの時代区分によれば、この頃、スカンディナヴィアの青銅器時代（北欧青銅器時代：Nordic Bronze Age）が終わり、先ローマ鉄器時代 (Pre-Roman Iron Age) に移行したとされる。（おおよその年代）[1]
- アケメネス朝ペルシアのダレイオス1世がアラム語を帝国西部の公用語とすることを布告。
- テオス (Teos) から逃れてきた難民たちが、アブデラに再定住する。

### アフリカ
- バントゥー語群を話す人々が、西方からウガンダ南西部へ移住する。（おおよその年代）
- この頃、フツ族が、中部から南部にかけてのアフリカに興る。

### アジア
- インドで、現在のビハール州にあった毘舎離（ヴァイシャーリー）に、最初の共和制が敷かれる。
- 日本で、弥生時代がはじまる。（おおよその年代）

#### 中国
- 斉と魯が講和した。
- 斉の景公と魯の定公が夾谷で会盟した。
- 晋の趙鞅が衛を包囲した。

### メソアメリカ
- サポテク語の最も古い文字記録。（おおよその年代）
- オルメカが聖都モンテ・アルバンを建設し、以降もピラミッドの建設を継続する。中期形成期 (the Middle Formative period) 末の紀元前500年ころに創建されたモンテ・アルバンは、終期形成期 (the Terminal Formative period) の紀元前100年から紀元200年ころにかけて、オアハカ高原一帯の広域に拡大した行政体の首都となっており、北方のテオティワカンなど、メソアメリカの他の地域国家との交流を行なっていた (Paddock 1983; Marcus 1983)。

### 人口
- 世界人口は1億人に達し[2]、そのうち8500万人は東半球に、1500万人はおもにメソアメリカ（現在の、メキシコ、中央アメリカ、コロンビア、ペルー、ベネズエラ）を中心として西半球にいたと考えられている。

### 芸術文化
- 現在はローマのカピトリーノ美術館に所蔵されている雌狼の像が制作された。後に15世紀末ないし16世紀始めに双子像が加えられた。（おおよその年代）

## 誕生
- アナクサゴラス - ソクラテス以前の古代ギリシアの哲学者（紀元前428年没）（おおよその年代）